# Julius Schulhoff

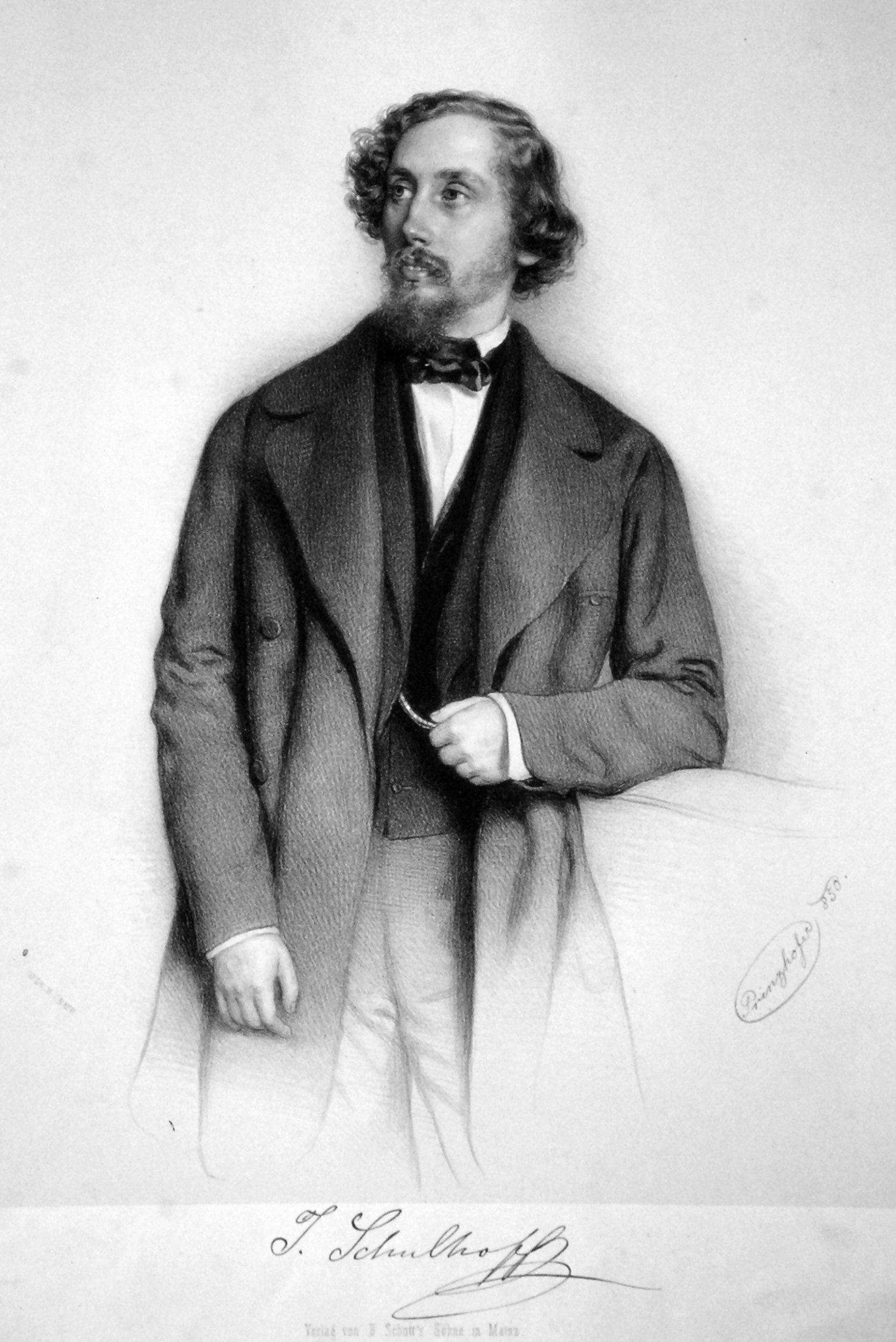
Julius Schulhoff, Lithographie von August Prinzhofer, 1850

Julius Schulhoff (* 2. August 1825 in Prag; † 13. März 1898 in Berlin) war ein österreichischer Pianist und Komponist.

## Leben
Schulhoffs Vater Israel Julius war ein wohlhabender Kaufmann in Prag, seine Mutter Coelestine, Tochter des Bankiers Gabriel Wallerstein, stammte aus Dresden. Schulhoff war in Prag Schüler von Václav Jan Křtitel Tomášek. Nach ersten Auftritten in Dresden lebte er ab Mitte der 1840er Jahre in Paris und war zunächst vornehmlich als anerkannter Klaviervirtuose aktiv. Es folgten erfolgreiche Konzertreisen nach Spanien, England und Russland. Nach wenigen Jahren gab er seine Solistenkarriere auf und wandte sich ganz dem Unterricht und der Komposition zu, zunächst in Paris, ab 1870 in Dresden und später in Berlin, wo er ein Jahr vor seinem Ableben zum Professor ernannt wurde.
Julius’ Cousin mütterlicherseits war Anton Wallerstein (1813–1892), Komponist, Violinist und Konzertmeister in der Königlich-Sächsischen Hofkapelle in Dresden und am königlichen Hofe in Hannover.
In Dresden heiratete er 1878 Emma Hilzheimer, geborene Herzberg (* 1838 in Köthen; † 1922 in Berlin), Witwe des Bankiers Abraham Jakob Hilzheimer, und adoptierte ihre beiden Töchter Melania (Mahrel) und Else (Breindel).
Melania Hilzheimer (* 29. Dezember 1860 in Braunschweig; † 1942) heiratete am 19. September 1889 in Dresden den polnischen Pianisten und Komponisten Józef Wieniawski, in dessen Namen sie in Polen einen Preis für Pianisten stiftete. Else Schulhoff-Hilzheimer (* 21. Dezember 1861, nach anderen Angaben 1863 in Braunschweig; † nach 1938) zog mit ihrer Mutter und ihrem Stiefvater nach Berlin und arbeitete als Frauenrechtlerin an der Seite von Alice Salomon und Maria von Bunsen, mit der sie den Deutschen Lyceum-Club gründete. Sie trat außerdem als Bühnenautorin und Übersetzerin hervor; ihr weiteres Schicksal nach der Gleichschaltung des Lyceum-Clubs ist unbekannt.
Juliuas Schulhoff war Großonkel des Komponisten Erwin Schulhoff.
Von Schulhoff sind etliche Kompositionen für das Klavier überliefert, die zum Teil zur Salonmusik gerechnet werden, deren musikalische Qualität aber anerkannt ist.
Julius Schulhoff starb 1898 im Alter von 72 Jahren in Berlin und wurde auf dem Alten St.-Matthäus-Kirchhof in Schöneberg beigesetzt. Im Zuge der von den Nationalsozialisten 1938/1939 durchgeführten Einebnungen auf dem Friedhof wurden Schulhoffs sterbliche Überreste auf den Südwestkirchhof Stahnsdorf bei Berlin umgebettet.